# Bifidobacterium animalis
Bifidobacterium animalis – gatunek pałeczkowatych bakterii Gram-dodatnich, które bytują w jelicie grubym większości ssaków, w tym ludzi.
Bifidobacterium animalis i Bifidobacterium lactis były wcześniej opisywane jako dwa odrębne gatunki. Obecnie uważa się je za jeden gatunek B. animalis z podgatunkami Bifidobacterium animalis i Bifidobacterium lactis.
Obie stare nazwy, zarówno B. animalis, jak i B. lactis stosowane są na etykietach produktów żywnościowych pod nazwą probiotyki. W większości przypadków nie jest jasne, który z podgatunków zastosowano w produkcie.

## Probiotyki w mleku kobiecym
Szczepami z rodzaju Bifidobacterium zidentyfikowanymi w mleku kobiecym są: B. lactis (mierzone jako część gatunków B. animalis) i B. longum.
Za sprawą swojego specyficznego składu mleko kobiece wspomaga wzrost bakterii Bifidobacterium w jelicie dziecka, pod warunkiem, że te korzystne bakterie zostały tam uprzednio zasiedlone.
Kolonizacja przewodu pokarmowego niemowląt przez Bifidobacterium ma miejsce w czasie narodzin przy przechodzeniu dziecka przez kanał rodny matki. Nie bez znaczenia jest też kontakt matki i dziecka (skóra do skóry) po urodzeniu oraz bezpośredni kontakt mleka matki z jamą ustną i przewodem pokarmowym. Umożliwia on przedostanie się odpowiedniej ilości tych bakterii do organizmu dziecka.
Najlepszą ochroną i wsparciem dla układu odpornościowego noworodka jest karmienie piersią, co pozwala na budowanie korzystnej mikroflory jelitowej z przewagą bifidobakterii. W sytuacji, kiedy kobieta nie może karmić piersią, po konsultacji z lekarzem powinna wybrać mleko modyfikowane zawierające aktywne kultury bifidobakterii, takie jak w mleku mamy (Bifidus BL).

## Nazwa handlowa
Kilka firm usiłowało objąć znakiem towarowym poszczególne szczepy, w tym celu wykorzystywano naukowo brzmiące nazwy szczepów.

## Badania naukowe
W 2005 roku, we Francji, przeprowadzono badanie na 276 osobach (zarówno kobietach, jak i mężczyznach) z rozpoznaniem zespołu jelita drażliwego. Badani spożywali 2 porcje mlecznych produktów fermentowanych (z Bifidobacterium animalis) dziennie. Przedmiotem badań były próbki ich kału po 2-3 tygodniach stosowania diety. Badanie wykazało korzystny wpływ Bifidobacterium animalis na łagodzenie dolegliwości zespołu jelita drażliwego (wzdęcia, zaparcia).
W 2017 roku udowodniono pozytywny wpływ obecności bakterii Bifidobacterium animalis w dziecięcej florze bakteryjnej, na eradykację bakterii Helicobacter pylori, wywołującej wrzody żołądka. Badania przeprowadzono w Turcji na grupie 100 dzieci.

## Występowanie
- Bifidobacterium animalis występuje obecnie w wielu produktach żywnościowych i suplementach diety. Probiotyki występują głównie w produktach nabiałowych[8].